# Laredo Heat
Il Laredo Heat è un club calcistico statunitense fondato nel 2004 che milita nella Premier Development League (PDL).
Lo stadio degli Heat è il Texas A&M International University di Laredo, in Texas.
Dopo una prima stagione incolore, la squadra di Laredo ha disputato tre eccellenti campionati: nel 2005 è arrivata seconda nella regular season, perdendo poi nella finale di Conference; nel 2006 ha chiuso la regular season al primo posto, giungendo sino in finale del campionato di PDL, persa contro i Michigan Bucks; infine, nel 2007, ha chiuso nuovamente la regular season al primo posto ed è giunta ancora una volta alla finale del campionato, vinta ai rigori sempre contro i Michigan Bucks.

## Palmarès

### Competizioni nazionali
- United Soccer Leagues Premier Development League: 1

2007

## Risultati anno per anno
| Anno | Divisione | League  | Regular Season | Playoff              | Open Cup        |
| ---- | --------- | ------- | -------------- | -------------------- | --------------- |
| 2004 | 4         | USL PDL | 8° Mid South   | Non qualificato      | Non qualificato |
| 2005 | 4         | USL PDL | 2° Mid South   | Finale di Conference | Non qualificato |
| 2006 | 4         | USL PDL | 1° Mid South   | Finale               | 1º turno        |
| 2007 | 4         | USL PDL | 1° Mid South   | Campione             | Did not qualify |